# Ludwig Erhard
Ludwig Wilhelm Erhard (født 4. februar 1897 i Fürth, død 5. maj 1977 i Bonn) var en tysk politiker fra CDU.
Han var økonomiminister under forbundskansler Konrad Adenauer fra 1949 til 1963 og forbundskansler 1963-1966. Han var også underviser ved universiteter og 1966-1967 formand for CDU.

## Liv
Han var uddannet i virksomhedsledelse og sociologi. Han gik fallit med sin fars firma som følge af de økonomiske problemer under Weimarrepublikken. 1928-1942 arbejdede han som forskningsassistent og senere stedfortrædende leder ved Institut for virksomhedsstudier i Nürnberg. Han forsøgte i 30'erne at blive professor, hvad dog ved flere lejligheder mislykkedes, sandsynligvis fordi han nægtede at melde sig ind i en nationalsocialistisk forening.[kilde mangler]
Fra 1942 til 1945 ledede han det af ham grundlagte Institut for Industriforskning, som blev finansieret af Rigsgruppe Industri. I dette regi forfattede han i 1944 et skrift, hvor han ganske åbenlyst fremlagde mulige modeller for et Tyskland efter nazisternes nederlag. Efter krigen blev han i 1947 professor ved Ludwig-Maximilians-Universität München, fra 1950 også ved Rheinische Friedrich-Wilhelms-Universität i Bonn.

## Politisk tilhørsforhold
Erhard gjaldt som de liberales mand, men valgte dog i 1949 det liberale FDP fra til fordel for CDU, sandsynligvis fordi han forventede derigennem at få gennemført mere af sin politik.

## Politisk virksomhed fra 1945
Allerede i 1945 blev Erhard pga. sine åbenlyse kvalifikationer og sin afstandtagen til nazismen i 30'erne af amerikanerne indsat som handelsminister i den amerikanske besættelseszone i Bayern.
Den 2. marts 1948 blev Erhard på FDP's foranledning valgt som formand for den kommission, der skulle fastlægge en økonomisk struktur for de vestlige besættelseszoner.
I forbindelse med møntreformen den 20. juni 1948 lod Erhard, uden at informere de allierede, også alle prisbegrænsninger og rationeringer ophæve. Dette skridt opfattes af mange som forudsætningen for det enorme Wirtschaftswunder, der prægede Vesttyskland i 1950'erne.

### Finansminister
Efter det første forbundsdagsvalg den 14. august 1949 blev Erhard økonomiminister i Konrad Adenauers regering. I denne tid blev den nuværende tyske økonomiske model for social markedsøkonomi skabt. Pga. det enorme økonomiske opsving i denne tid blev han en af tidens mest populære politikere, fordi hans arbejde om noget blev forbundet med denne positive udvikling.

### Forbundskansler
Efter Adenauers fratræden blev Erhard i 1963 forbundskansler. Hans tid som kansler var præget af intern splid i partiet, og regeringslederen fik ikke meget succes med sine dispositioner. På grund af manglende opbakning fra baglandet trak han sig tilbage den 1. december 1966.